# Георги Георгиев (политик, р.1979)
Вижте пояснителната страница за други значения на Георги Георгиев.
Георги Николаев Георгиев е български политик от партия Възраждане, народен представител в XLVII, XLVIII и XLIX народно събрание. Председател на партия „Възраждане“ в Хасково. Той е предприемач, инженер – химик.

## Биография
Георги Георгиев е роден на 13 юли 1979 г. в Хасково, Народна република България. Завършва Техникума по автоматизация и механизация на селското стопанство в Хасково, а след това висше образование в Химикотехнологичният и металургичен университет в София. Специализира в Бургаския университет „Проф. д-р Асен Златаров“. В продължение на 16 години работи в цех за производство на амоняк, чието производството е най-тежко в химическата промишленост.

## Политическа дейност
През 2019 г. става член на партия „Възраждане“. От 2019 до 2021 г. е председател на структурата в Хасково. След избирането му за народен представител се оттегля от ръководния пост в структурата и остава като редови член.
На парламентарните избори в България през ноември 2021 г., като кандидат за народен представител е 2–ри от листата на партия Възраждане за 29 МИР Хасково и 1–ви за 9 МИР Кърджали. Избран е за народен представител от 9 МИР Кърджали, след като малко не му достига за да бъде избран от 29 МИР Хасково.